# District de Ha Dong
Le district de Hà Đông (vietnamien : Hà Đông) est un district urbain (quận) de la province de Hanoï dans la région du delta du Fleuve Rouge au Viêt Nam. Ce district est situé au sud de la capitale vietnamienne. 

## Description
Hà Đông était le chef-lieu de la province de Hà Tây jusqu'à ce que celle-ci soit absorbée par Hanoï en 2008.

## Lieux et monuments
- Université d'architecture de Hanoï (en)
- Institut de Technologie des Postes et Télécommunications (vi)
- Le marché de la soie de Van Phuc[2]

## Galerie

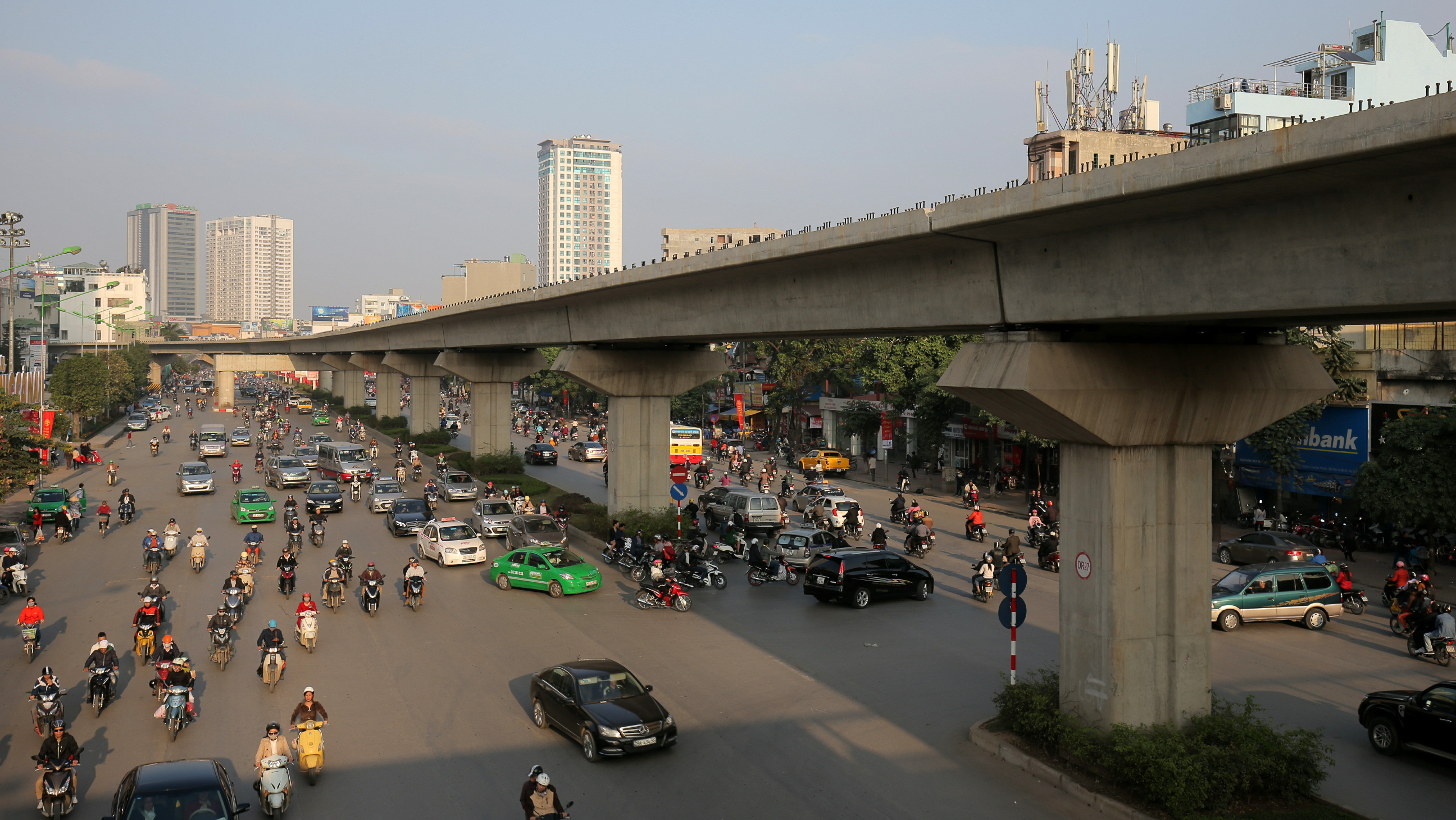
construction de la ligne de métro L2 d'Hanoi .
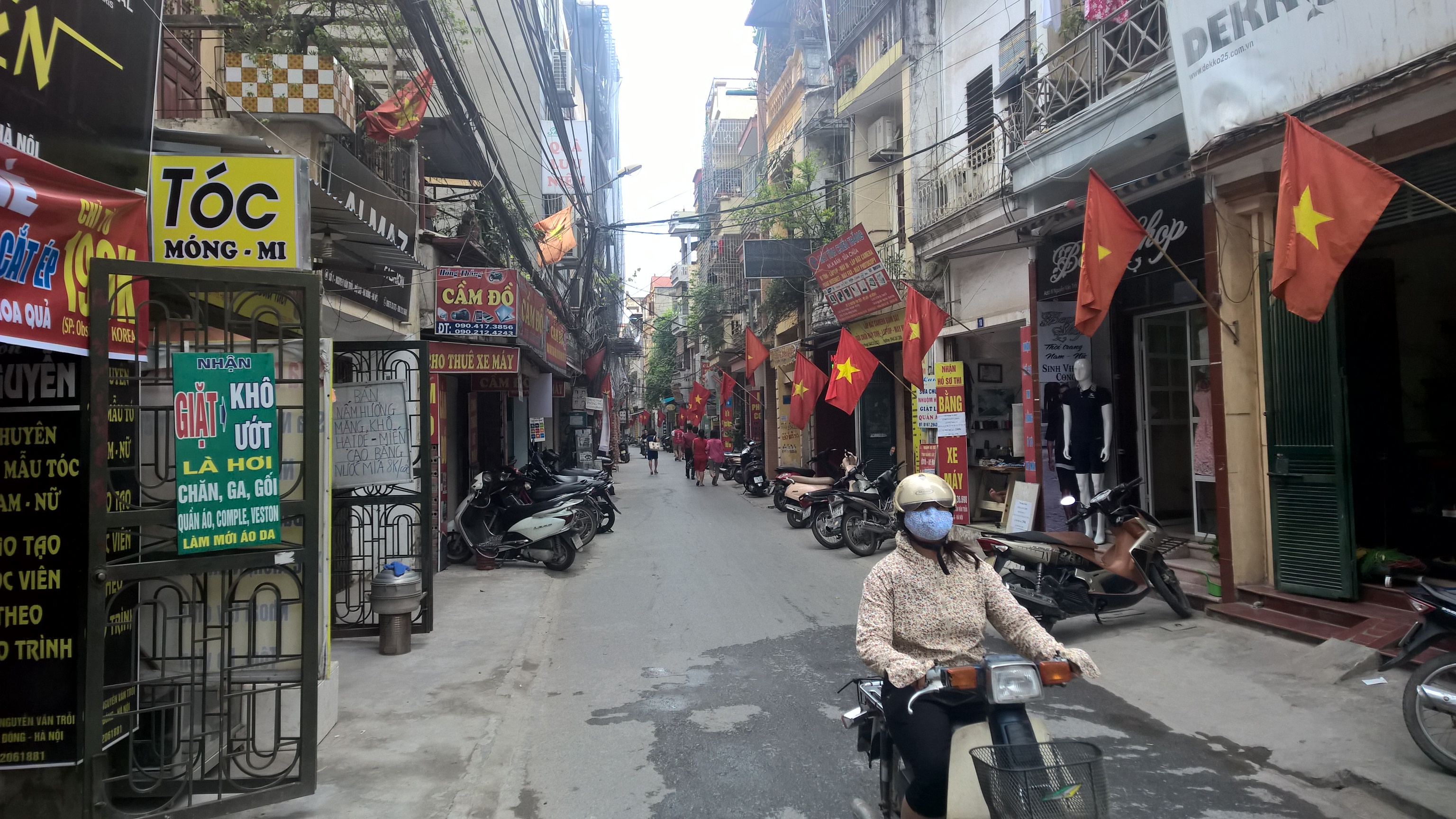
Rue Nguyễn Văn Trỗi.
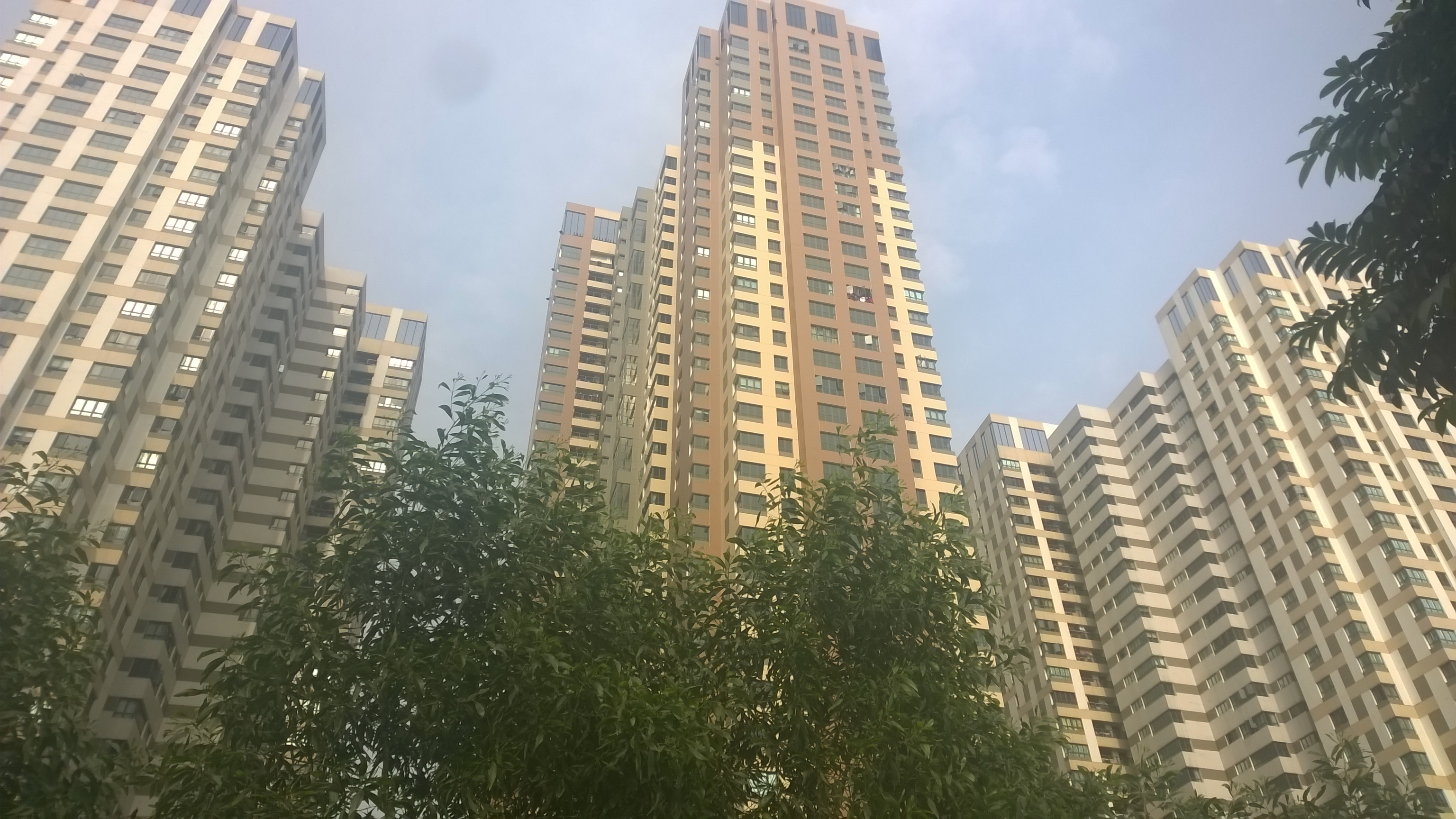
Lang Viet Kieu Chau Au.